# La Ruta del Cómic de Bruselas

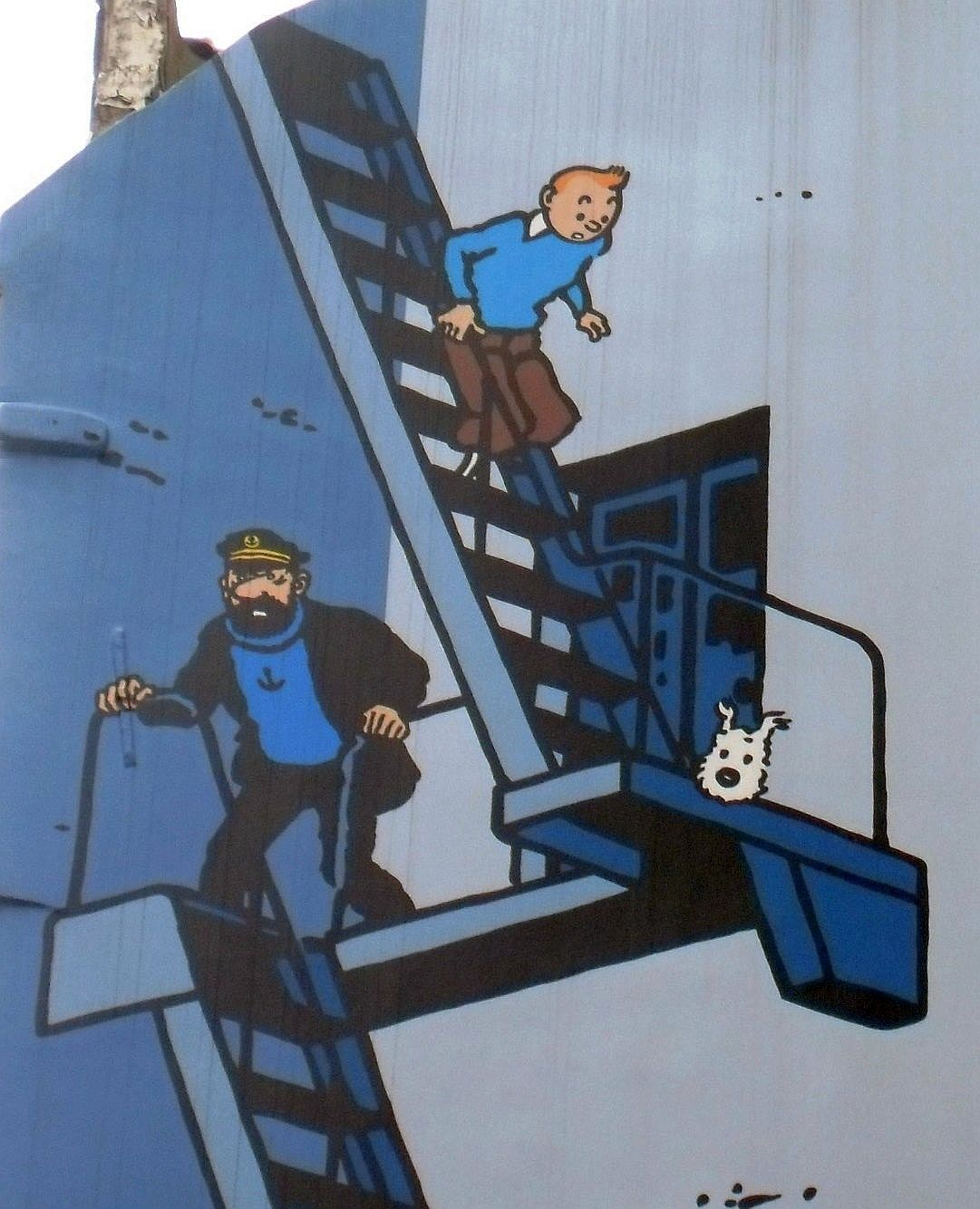
Mural de tira cómica en Stoofstraat que muestra una escena de El asunto Tornasol

La Ruta del Cómic de Bruselas (en francés: Parcours BD de Bruxelles) es un recorrido compuesto por varios murales de tiras cómicas, que cubren las paredes de varios edificios a lo largo del centro de la ciudad de Bruselas, así como los barrios de Laeken y Auderghem . Estos grandes murales de tiras cómicas muestran escenas de varios cómics belgas populares, por ejemplo, Las aventuras de Tintín, Los Pitufos, Lucky Luke, Tomás el Gafe, Marsupilami o Gil Pupila.
El proyecto tuvo su inicio en 1991 como una iniciativa de las autoridades locales de Bruselas en colaboración con el Centro belga del cómic. Inicialmente, el proyecto solo tenía el objetivo de embellecer paredes vacías y frontones de edificios de la ciudad. Se convirtió luego en una oportunidad para celebrar la rica herencia de los cómics de Bruselas, que afirma ser la capital de la "tira cómica."
En la actualidad, la Ruta del Cómic de Bruselas ofrece más de 50 murales, la mayoría de ellos ubicadas dentro del Pentágono (como suele llamarse el centro de la ciudad debido a su forma geométrica). Seguir el rastro de la Ruta del Cómic es una buena manera de descubrir la capital e incluso adentrarse en algunos barrios menos concurridos por los turistas. La asociación de turismo de Bruselas Pro Velo organiza recorridos en bicicleta de 2 horas que empiezan en la Maison des cyclistes.
Broussaille fue la primera pared con tiras cómicas que se pintó, basada en un proyecto original del dibujante de cómics belga Frank Pé. Con una superficie de unos 35 metros cuadrados, el mural fue inaugurado en julio de 1991 en la intersección entre las calles centrales Rue du Marché au Charbon / Kolenmarkt y Rue des Teinturiers /Verversstraat. Como es el caso con la mayoría de murales, la asociación belga Art Mural estuvo a cargo de la ejecución de la pintura al fresco.
Art Mural es una asociación creada por cinco artistas en 1984, con el objetivo principal de hacer murales en espacios públicos. Desde 1993 se dedica a la creación y realización de nuevos murales para la Ruta del Cómic de Bruselas, a un ritmo de dos a tres obras nuevas cada año. Georgios Oreopoulos y David Vandegeerde son los únicos dos miembros fundadores de la asociación que aún se mantienen, e hicieron parte de todos los proyectos y murales, ayudados por un gran número de otros artistas que han colaborado y trabajado con ellos.

## Lista de murales de historietas

### En el centro de Bruselas
| N.º | Pintura Mural                            | Autor                                | Fecha                      | Pintores                                                                      | Ubicación                                                                                  | Superficie  |
| --- | ---------------------------------------- | ------------------------------------ | -------------------------- | ----------------------------------------------------------------------------- | ------------------------------------------------------------------------------------------ | ----------- |
| 1   | Victor Sackville                         | Francis Carin                        | Agosto 2002                | Oreopoulos G. Vandegeerde D.                                                  | Rue du Marché au Charbon / Rue des Teinturiers (Kolenmarkt / Verversstraat)                | ± 50 m2     |
| 2   | Broussaille                              | Frank Pé                             | Septiembre 1999            | Mangnay J.-Y. Oreopoulos G. Pieterhons R. Vandegeerde D.                      | Rue du Marché au Charbon 39 / Rue des Teinturiers (Kolenmarkt / Verversstraat)             | ± 45 m2     |
| 3   | Le Passage                               | François Schuiten                    | Jullio1995                 | Oreopoulos G. Vandegeerde D.                                                  | Rue du Marché au Charbon 17 (Kolenmarkt 17)                                                | ±20 m2      |
| 4   | Ric Hochet                               | Tibet                                | Noviembre 1994             | Oreopoulos G. Vandegeerde D.                                                  | Rue du Bon Secours 9 (Bijstandsstraat 9)                                                   | ±30 m2      |
| 5   | The Adventures of Tintin                 | Hergé                                | Julio 2005                 | Oreopoulos G. Vandegeerde D.                                                  | fr 33 (nl 33)                                                                              | ± 36 m2     |
| 6   | Olivier Rameau                           | Dany                                 | Junio 1997                 | Oreopoulos G. Vandegeerde D.                                                  | Rue du Chêne 9 (Eikstraat 9)                                                               | ±60 m2      |
| 7   | Le jeune Albert                          | Yves Chaland                         | Mayo 2000                  | Mangnay J.-Y. Oreopoulos G. Pieterhons R. Vandegeerde D.                      | Rue des Alexiens 49 (Cellebroerstraat 49)                                                  | ± 110 m2    |
| 8   | Monsieur Jean                            | Dupuy y Berberian                    | Noviembre 2002             | Oreopoulos G. Vandegeerde D.                                                  | Rue des Bogards / Rue du Midi (Bogardenstr. / Zuidstraat)                                  | ± 64 m2     |
| 9   | XIII                                     | William VanceJean Van Hamme          | Septiembre–octubre de 2010 | Oreopoulos G. Vandegeerde D. Kuleczko R.                                      | Rue Philippe de Champagne 33 (Philippe de Champagne straat 33)                             | ± 43 m2     |
| 10  | Yoko Tsuno                               | Roger Leloup                         | Junio 2010                 | Oreopoulos G. Vandegeerde D. Ardila A. Kuleczko R. Dussart G.                 | Rue Terre-Neuve 15 (Nieuwland 15)                                                          | ± 55 m2     |
| 11  | Isabelle                                 | Will                                 | Octubre 1997               | Oreopoulos G. Vandegeerde D.                                                  | Rue de la Verdure 13 (Loofstraat 13)                                                       | ±86 m2      |
| 12  | Las Aventuras de Nerón                   | Marc Sleen                           | Mayo 1995                  | Oreopoulos G. Vandegeerde D.                                                  | Place Saint-Géry 20(Sint Gorikplein)                                                       | ±40 m2      |
| 13  | L'Ange                                   | Yslaire                              | Mayo 1998                  | Oreopoulos G. Vandegeerde D.                                                  | Rue des Chartreux 19 (Kartuizersstraat 19)                                                 | ± 22 m2     |
| 14  | Astérix                                  | Goscinny y Uderzo                    | Agosto 2005                | Oreopoulos G. Vandegeerde D. Marcelle Bordier Koen Weiss                      | Rue de la Buanderie 15 (Washuisstraat 15)                                                  | ± 145 m2    |
| 15  | Lucky Luke                               | Morris                               | Junio 1993                 | Oreopoulos G. Vandegeerde D.                                                  | Rue de la Buanderie / Rue 't Kindt                                                         | ±180 m2     |
| 16  | Cori le Moussaillon ("Cori, el grumete") | Bob de Moor                          | Septiembre 1998            | Oreopoulos G. Vandegeerde D.                                                  | Rue des Fabriques 21 (Fabriekstraat 21)                                                    | ± 48 m2     |
| 17  | Les rêves de Nic                         | Hermann Huppen                       | Octubre 1999               | Mangnay J.-Y. Oreopoulos G. Pieterhons R. Vandegeerde D.                      | Rue des Fabriques / Rue de la Senne (Fabrikstraat / Zennestraat)                           | ± 160 m2    |
| 18  | Caroline Baldwin                         | André Taymans y Bruno Wesel          | Julio 2003                 | Oreopoulos G. Vandegeerde D.                                                  | Place de Ninove 10                                                                         | ±150 m2     |
| 19  | Blake y Mortimer                         | Edgar P. Jacobs                      | Mayo–junio de 2005         | Oreopoulos G. Vandegeerde D.                                                  | Rue du Houblon 24 (Hopstraat 24)                                                           | ±104 m2     |
| 20  | Cubitus                                  | Dupa                                 | Octubre 1994               | Oreopoulos G. Vandegeerde D.                                                  | Rue de Flandre 109 (Vlaamsesteeenweg 109)                                                  | ±35 m2      |
| 21  | Billy el gato                            | Stéphane Colman y Stephen Desberg    | Julio 2000                 | Mangnay J.-Y. Oreopoulos G. Pieterhons R. Vandegeerde D.                      | Rue d'Ophem 24 (Oppemstraa 24)                                                             | ± 50 m2     |
| 22  | Spike y Suzy                             | Willy Vandersteen                    | Junio 1995                 | Oreopoulos G. Vandegeerde D.                                                  | Rue de Laeken 116 (Lakensestraat 116)                                                      | ±25 m2      |
| 23  | FC de Kampioenen                         | Hec Leemans                          | Abril 2011                 | ART MURAL asbl. Oreopoulos G. Vandegeerde D. Ardila A. Kuleczko R. Dussart G. | Rue du Canal 27 (Vaartstraat 27)                                                           | ±90 m2      |
| 24  | Corto Maltese                            | Hugo Pratt                           | Agosto-septiembre de 2009  | Oreopoulos G. Vandegeerde D. Ardila A. Kuleczko R. Dussart G.                 | Quai des péniches(Akenkaai)                                                                | ± 850 m2    |
| 25  | La Vache (La vaca)                       | Johan De Moor                        | Marzo-abril de 1999        | d'Hainaut E. Oreopoulos G. Vandegeerde D.                                     | Rue du Damier 23 (Damstraat 23)                                                            | 32 m2       |
| 26  | Estatua de Tomás el Gafe                 | André Franquin                       | Febrero 1996               | Delhaize Le Lion                                                              | Boulevard Pachéco / Rue des Sables (Pachécolaan / Zandstraat)                              |             |
| 27  | Le Scorpion                              | Enrico Marini                        | Mayo 2002                  | Oreopoulos G. Vandegeerde D.                                                  | Rue du Treurenberg 16 (Treurenbergstraat 16)                                               | ± 35 m2     |
| 28  | Poje                                     | Cauvin y Carpentier                  | Unknown                    | Oreopoulos G. Vandegeerde D.                                                  | Rue de l'Ecuyer 55 / Rue de dominicains (Schildknaapstraat 55 / Predikherenstraat)         | Inconnu     |
| 29  | Tomás el Gafe                            | André Franquin                       | Febrero 2007               | Oreopoulos G. Vandegeerde D.                                                  | Rue de l'Écuyer 9 (Schildknaapstraat 9)                                                    | ± 39 m2     |
| 30  | Quique y Flupi                           | Hergé                                | Julio 1996                 | Oreopoulos G. Vandegeerde D.                                                  | Rue des Capucins / Rue Haute 191 (Kapucijnenstr. / Hoogstraat 191)                         | ±150 m2     |
| 31  | Odilon Verjus                            | Laurent Verron y Yann le Pennetier   | Junio 2004                 | Oreopoulos G. Vandegeerde D.                                                  | Rue des Capucins 13 (Kapucijnenstraat 13)                                                  | ± 33 m2     |
| 32  | Blondin et Cirage                        | Jijé                                 | Noviembre 1998             | Oreopoulos G. Vandegeerde D.                                                  | Rue des Capucins 15 (Kapucijnenstraat 13)                                                  | ± 32 m2     |
| 33  | Passe-moi l'ciel                         | Stuf and Janry                       | Julio 2002                 | Oreopoulos G. Vandegeerde D.                                                  | Rue des Minimes 96 (Minimenstraat 96)                                                      | ± 28 m2     |
| 34  | Boule et Bill                            | Jean Roba                            | Octubre 1995               | Oreopoulos G. Vandegeerde D.                                                  | Rue du Chevreuil 19 (Reebokstraat 19)                                                      | 25 m2       |
| 35  | La Patrouille des Castors                | Mitacq                               | Abril 2003                 | Oreopoulos G. Vandegeerde D.                                                  | Rue Blaes 200 / Rue Pieremans 47 (Blaesstraat 200 / Pieremansstraat 47)                    | ± 50 m2     |
| 36  | Jojo                                     | André Geerts                         | Septiembre 1996            | Oreopoulos G. Vandegeerde D.                                                  | Rue Piermans 41 (Pieremansstraat 41)                                                       | ±56 m2      |
| 37  | Le Chat                                  | Philippe Geluck                      | Agosto 1993                | Oreopoulos G. Vandegeerde D.                                                  | Bld du Midi 87 (Zuidlaan 87)                                                               | ±80 m2      |
| 38  | Cabezas de Tintín y Milú                 | Hergé                                | Unknown                    | Lombard Editions                                                              | Avenue Paul-Henri Spaak 7 (Paul-Henri Spaaklaan 7)                                         | -           |
| 39  | Tintín en América                        | Hergé                                | Enero 2007                 | -                                                                             | Sala de la estación ferroviaria del sur                                                    | Desconocida |
| 40  | Signor Spaghetti                         | René Goscinny y Dino Attanasio       | Unknown                    | Desconocido                                                                   | Rue van Bergen 22(Van Bergenstraat)                                                        | Desconocida |
| 41  | Yakari                                   | Derib and Job                        | Unknown                    | Desconocido                                                                   | Rue Dethy 25(Dethystraat)                                                                  | Desconocida |
| 42  | Spirou                                   | Robert Velter                        | Unknown                    | Desconocido                                                                   | Place Sainctelette, 2(Saincteletteplein)                                                   | Desconocida |
| 43  | Thorgal y Aaricia                        | Jean Van Hamme and Grzegorz Rosiński | Noviembre 2013             | Grzegorz Rosinski                                                             | Place Anneessens 2a                                                                        | Desconocida |
| 44  | Stam & Pilou                             | De Marck and De Wulf                 | Mayo 2011                  | -                                                                             | Rue des Alexiens 53-55 (Cellebroersstraat 53-55) Dentro del bar Het Goudblommeke in Papier | 21 m2       |